# Nepvant
Nepvant é uma comuna francesa na região administrativa de Grande Leste, no departamento de Meuse. Estende-se por uma área de 5,15 km². Em 2010 a comuna tinha 88 habitantes (densidade: 17,1 hab./km²).